# Alex Muralha
Alex Muralha (sinh ngày 10 tháng 11 năm 1989) là một cầu thủ bóng đá người Brasil.

## Sự nghiệp câu lạc bộ
Alex Muralha đã từng chơi cho Shonan Bellmare.

## Thống kê câu lạc bộ

### J.League
| Đội             | Năm       | J.League | J.League | J.League Cup | J.League Cup | Tổng cộng | Tổng cộng |
| Đội             | Năm       | Trận     | Bàn      | Trận         | Bàn          | Trận      | Bàn       |
| --------------- | --------- | -------- | -------- | ------------ | ------------ | --------- | --------- |
| Shonan Bellmare | 2013      | 12       | 0        | 0            | 0            | 12        | 0         |
| Tổng cộng       | Tổng cộng | 12       | 0        | 0            | 0            | 12        | 0         |